# 10874 Locatelli
10874 Locatelli este un asteroid din centura principală de asteroizi.

## Descriere
10874 Locatelli este un asteroid din centura principală de asteroizi. A fost descoperit pe 4 octombrie 1996 la Kitt Peak National Observatory în cadrul proiectului Spacewatch. Asteroidul prezintă o orbită caracterizată de o semiaxă mare de 2,37 ua, o excentricitate de 0,20 și o înclinație de 0,7° în raport cu ecliptica.